# Никифоров, Андрей Викторович
Андре́й Ви́кторович Ники́форов (укр. Андрій Вікторович Никифоров; род. 23 января 1969, Армянск, Крымская область) — советский и украинский футболист, игравший на позиции полузащитника

## Биография
Дебютировал на профессиональном уровне в 1990 году в симферопольской «Таврии», выступавшей в первой союзной лиге. В течение 1990—1991 годов отыграл за команду 11 матчей, после чего перешёл в «Титан» из родного Армянска, который играл в соревнованиях коллективов физкультуры. На следующий год стал игроком запорожского «Торпедо», дебютировавшего в высшей лиге чемпионата независимой Украины. Первую игру в элитном дивизионе провёл 7 марта 1992 года, на 78-й минуте выездного матча против «Таврии» заменив Игоря Якубовского. Тем не менее, основных ролей в составе «автозаводцев» не отыгрывал, и ещё до конца первого чемпионата Украины (который длился всего полгода) вернулся в «Титан».
Выступавший в переходной лиге «Титан», в первом чемпионате занял второе место в своей группе и получил право выступать во втором дивизионе. В составе крымской команды Никифоров провёл 8 сезонов подряд, со временем став одним из основных игроков и лидеров команды. В 1997 году помог клубу выиграть серебряные награды дивизиона. Дважды отлучался из «Титана» в аренду в клубы высшей лиги, в 1993 году проведя 8 матчей за «Таврию», а в 1995 — 7 игр за винницкую «Ниву». В 1999 году стал игроком кировоградской «Звезды», однако там тоже не смог закрепиться и уже спустя полгода вернулся в «Титан». Выступал за крымчан до 2003 года, после чего завершил профессиональную карьеру. По завершении выступлений играл в любительском чемпионате за каховский «КЗЭСО»

## Достижения
- Серебряный призёр переходной лиги Украины: 1992 (группа «Б»)
- Серебряный призёр второй лиги Украины: 1996/97 (группа «Б»)